# Stagno di Cirdu
Lo stagno di Cirdu  è una zona umida situata nei comuni di Calasetta e Sant'Antioco, lungo la costa meridionale della Sardegna.

Lo stagno appartiene al demanio della Regione Sardegna che concede lo sfruttamento professionale delle sue risorse ittiche; viene esercitata l'attività di pesca a diverse specie tra cui mugilidi, orate e ghiozzi.